# در جستجو
در جستجو (به انگلیسی: Looking) مجموعه تلویزیونی کمدی-درام آمریکایی است که پخش آن از ۱۹ ژانویه ۲۰۱۴ از شبکه اچ‌بی‌او آغاز گشت. داستان آن دربارهٔ گروهی دوست همجنس‌گرا در شهر سان فرانسیسکو است. فصل نخست آن شامل ۸ قسمت حدوداً ۳۰ دقیقه‌ای بود. فصل دوم آن در ۱۰ قسمت، از ژانویه تا مارس ۲۰۱۵ میلادی پخش شد که پس از آن شبکه اچ‌بی‌او اعلام کرد ساخت در جستجو برای فصل سوم ادامه نخواهد یافت و به‌جای آن یک فیلم سینمایی به‌عنوان پایان‌بخش داستان ساخته شد. این فیلم سینمایی در ۲۳ ژوئیه ۲۰۱۶ در ایالات متحده آمریکا به نمایش درآمد.

## بازیگران

### اصلی
- جاناتان گروف در نقش پاتریک موری، طراح بازی‌های رایانه‌ای
- فرانکی جی. آلوارز در نقش اگوستین، دستیار هنری و دوست نزدیک پاتریک از دوران دانشجویی
- ماری بارتلت در نقش دام، پیشخدمت رستوران
- پادول کاستلو در نقش ریچی دونادو، آرایشگر که با پاتریک وارد رابطه‌ای عاشقانه می‌شود
- لائورن ویدمن در نقش دوریس، پرستار و دوست نزدیک و همخانه دام
- راسل تووی در نقش کوین ماتسن، رئیس پاتریک در شرکت که خود همجنس‌گراست
- رائول کاستیلو در نقش ریکاردو ونچورا

### فرعی
- او تی فگبنل در نقش فرانک، دوست پسر و هم‌خانه آگوستین
- اسکات باکولا در نقش لین، کارآفرینی که تصادفاً با دام برخورد می‌کند
- اندرو لا در نقش اون، همکار پاتریک
- تالمی اسلوکم در نقش هیوگو، همکار دام و دوست پسر دوریس